# 上原きみ子
上原 きみ子（うえはら きみこ、本名：村上 君子、1946年4月25日 - ）は、日本の漫画家。女性。岐阜県出身。名古屋市在住。血液型はO型。身長155cm。
デビュー作は、貸本漫画の『黒コスモスの花言葉』（本名の金田君子名義に結婚して村上姓に）。その後も東京漫画出版社の貸本漫画にて数作品を発表する一方、雑誌への投稿活動を続け、1968年に『りぼん』（集英社）11月号に掲載された「ショーケン物語」により商業誌でデビューした。
以後、上原きみこのペンネームでおもに『週刊少女コミック』などの小学館の雑誌を中心に長く活動。上原きみ子のペンネームに変わった2019年2月現在は、『フォアミセス』（秋田書店）にて『いのちの器』を連載している。

## 来歴
19歳のころから漫画投稿を始め、1965年に金田君子名義で貸本漫画として『黒コスモスの花言葉』を発表。1968年、『りぼん』（集英社）11月号の「ショーケン物語」にて「上原希美子」として商業誌でのデビューを果たし、『りぼん』関連誌にて計2作品を発表した。ただ、2作品はいずれもスター物語であり、ドラマも描きたいと思っていた上原は『少女コミック』（小学館）に投稿する。それが編集の目にとまり、同誌の専属で描くこととなった。そして1969年からは同誌にて本格的に作品を発表し、「上原きみこ」として活動を始める。この年の『愛馬エンゼル』が上原にとって初の連載作品であった。その後1970年から1971年まで『週刊少女コミック』にて連載された『ルネの青春』を皮切りにヒット作が続いた。『ロリィの青春』・『炎のロマンス』などはミリオンセラーになっている。
1977年、『ちゃお』（小学館）にて独立創刊号から『舞子の詩』を連載。創刊号の表紙も飾っている。さらには『学年誌』にも『「まりちゃん」シリーズ』を連載するなど、おもに小学生を対象とした雑誌にも活動の場を広げていった。
1990年代以降はペンネームを「上原きみ子」に変え、レディース誌でも執筆を始めた。なかでも、1991年から『フォアミセス』（秋田書店）にて連載が開始された『いのちの器』は、30年超の長期連載作品となり、1998年にはテレビドラマ化された。単行本も2024年7月現在で94巻を数えている。
作品に取り上げられている題材は、乗馬・フィギュアスケート・バレエなど幅広い。舞台も日本国外のものが少なくない。対象読者別では、これまでに少女漫画、児童漫画、レディースコミックを発表しており、「あとはシルバーコミックしかない」と語っている。また、小学館・集英社・講談社・秋田書店・白泉社といった日本の主要な出版社発行の漫画雑誌で執筆しており、出版された単行本の数も多い。特に、『ロリィの青春』などを発表していた1970年代には連載を数多く持っていたが、若くして結婚し3人の子供の母親になったため漫画家と育児との両立には大変苦労したという。
1990年には『「まりちゃん」シリーズ』で第35回小学館漫画賞児童部門を受賞している。

## 主な作品
- ショーケン物語 涙いろの想い出（[5]1968年11月、商業誌デビュー作）
- 愛馬エンゼル（1969年）
- ルネの青春（1970年 - 1971年）
- カプリの真珠（1972年）
- 天使のセレナーデ（週刊少女コミック・小学館、1972年第48号 - 1973年第31号、フラワーコミックス 全5巻のち再販：電子書籍 2巻）
- ロリィの青春（1973年 - 1975年、フラワーコミックス 全10巻のち再販：電子書籍 6巻）
- 炎のロマンス（1975年 - 1977年、フラワーコミックス 全9巻）
- 舞子の詩（1977年 - 1981年）電子書籍 4巻
- マリーベル（1978年 - 1980年）
- ハーイ!まりちゃん（1980年 - 1984年、「まりちゃん」シリーズを参照）電子書籍 2巻
- 青春白書（1981年 - 1983年）
- 夢時計（1982年 - 1984年）
- VIVA!あかねちゃん（1983年 - 1984年）
- こちら愛!応答せよ（1984年 - 1986年）
- ラブリーまりちゃん（1984年 - 1989年）
- ハッピーまりちゃん（1986年 - 1991年）電子書籍 7巻
- 銀のトゥシューズ (1987年 - 1991年)
- 天使のアラベスク（1994年 - 1995年、学年誌連載、上原きみこ名義での最後の作品）
- 上原きみこ 傑作選 1わが命の賛歌 2 青春のエチュード 3 柿の木ある家 4 浪漫幻夢
- 上原きみ子 自選集 (1)あんずの咲く音(2)タヒチアン・ロマンス(3)スペインの花嫁(4)青春のエチュ－ド(5)コスモスの咲く季節(2002年)
- 愛馬エンゼル(電子書籍)(2017/12/08)
- 柿の木のある家(電子書籍)(2017/12/08)
- あいつの四季(電子書籍)(2017/12/08)
- いのちの器（1991年 - 、上原きみ子名義）
- 愛のエトワール
- 愛のワルツ
- 愛のアラベスク
- 白鳥の歌
- ごきげん♡チャーミィ
- 浪漫幻夢
- 夢どけい　夢時計（1982年 - 1984年）とは別作品
- 結婚のお約束 電子書籍 1巻
- 友情マーチ
- あんずの咲く音
- オーレ!ロマンス
- はばたけエンゼル
- 華子さん日記 アマゾンで確認した1巻と最終巻の3巻の発売日（1997/3/1～2000/11/1）
- 鬼ころし

## コミックス
1990年代後半になると、フラワーコミックス（小学館）など上原きみことして刊行された単行本がほぼ絶版状態となり、古書店でも高い値段がついていた。しかし、2000年代に入ると数作品が文庫コミックとして復刊されたため、2014年現在は初期の単行本（貸本時代の漫画や『上原きみこ名作集』など）を除き入手はしやすくなっている。それでも復刊されていない作品はまだ多い。電子書籍化されている作品もある。
- 炎のロマンス（講談社漫画文庫） 全3巻

ISBN 978-4063705904
- 炎のロマンス（講談社漫画文庫） 全5巻

ISBN 4334760031
- マリーベル (講談社漫画文庫) 全6巻

ISBN 4-06-260920-7